# Matkullen
Matkullen är en sjö i Köpings kommun i Västmanland och ingår i Norrströms huvudavrinningsområde.